# Quercus neglecta
Espèce
Synonymes
- Cyclobalanopsis bambusifolia (Hance) Y.C. Hsu & H.Wei Jen[2]
- Cyclobalanopsis myrsinifolia (Blume) Oerst.[2]
- Cyclobalanopsis neglecta Schottky[2]
- Quercus bambusifolia Hance[2]
- Quercus glauca f. subintegrifolia Y. Ling[2]
- Quercus myrsinifolia var. sacifolia Makino[2]
- Quercus neglecta (Schottky) Koidz.[2]

Quercus neglecta est une espèce d'arbres du sous-genre Cyclobalanopsis. L'espèce est présente en Chine, en Corée, à Taïwan, au Japon, au Laos, en Thaïlande et au Viêt Nam.